# 福蘭泰
福蘭泰（？—？）為中國清朝武官官員，本籍滿洲。福蘭泰於1788年（乾隆53年）奉旨接替陳邦光，於台灣地區擔任台灣北路協副將。而隸屬台灣鎮之下的此官職是台灣清治時期中的這階段，台南以北之台灣中南部及北部的駐地最高武官將領。1791年，他因誣拿平民，被降級調離台灣。